# Hoteltrakt Jägerhof (Rölsdorf)

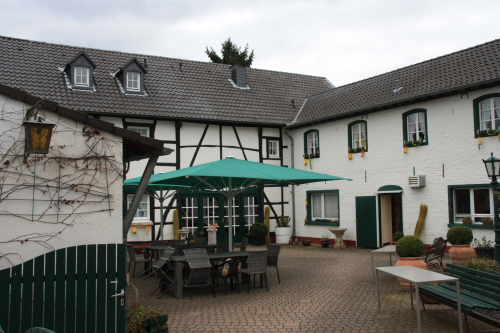
Der Hoteltrakt des Jägerhofes

Das Gebäude Hoteltrakt Jägerhof befindet sich in Düren in Nordrhein-Westfalen. 
Die ehemalige Bauernhof steht im Dürener Stadtteil Rölsdorf, Monschauer Straße 217. Er wird heute als Hotel genutzt.
Die ehemals dreiflügelige Hofanlage hat hinter dem Wohnhaus eine restaurierte Fachwerkscheune aus dem 18. Jahrhundert. In diesem Gebäude sind die Hotelzimmer untergebracht.
Das Bauwerk ist unter Nr. 1/030 in die Denkmalliste der Stadt Düren eingetragen.